# Indústria química
Indústria química se refere a uma variedade de empresas que convertem matéria prima - seja petróleo, gás natural, minérios e minerais -, através de reações químicas, em produtos químicos industriais, como petroquímica, agroquímicos, produtos farmacêuticos, polímeros, tintas, conservantes alimentícios, e etc. Esses produtos podem ser o produto final de uso imediato ou que serão necessários para outras indústrias.

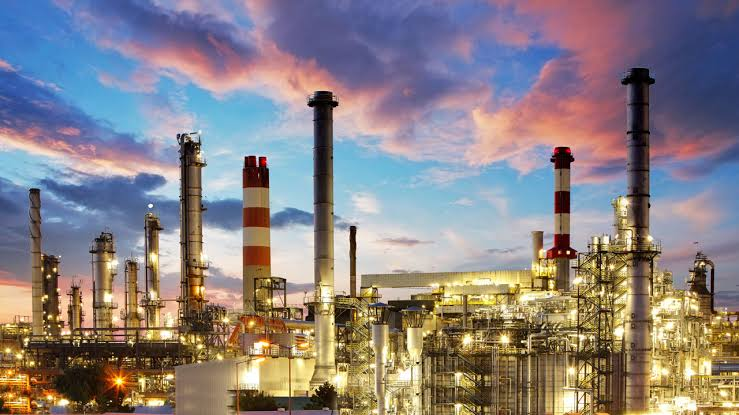
Cabe a indústria química produzir além, de produtos químicos que abastecem outros setores, tecnologias que maximizem o potencial produtivo das reações químicas empregadas na cadeia produtiva. Na foto, uma fábrica moderna.

A química industrial está presente em praticamente todos os outros setores: desde da agricultura – provendo defensivos agrícolas e fertilizantes -, até cosméticos, farmacêutica e medicina. É considerado a “espinha dorsal” de todo o setor industrial, já que provém uma grande quantidade de insumos para outros setores, como, por exemplo, a petrolífera que abastece os mais variados segmentos como energético, farmacêutico, agronômico e têxtil. É um setor que está em constante renovação, demandando intenso investimento em pesquisa, tecnologia, infraestrutura e mão de obra especializada.
Também enfrenta diversos desafios como a responsabilidade ambiental, o descarte e reciclagem de rejeitos e a sustentabilidade. É um dos segmentos mais lucrativos da indústria, rendendo até trilhões de dólares quando somados os valores das principais representantes do ramo e corresponde a, aproximadamente, 15% do setor econômico manufatureiro dos Estados Unidos.
Também emprega profissionais dos mais variados campos. Além de químicos, analistas, auxiliares, técnicos e engenheiros químicos; mas também pode empregar profissionais das mais variadas áreas indiretamente, como agrônomos (no caso especial da agroquimica), farmacêuticos (na farmacologia) e até biólogos.
As indústrias químicas envolvem o processamento ou alteração de matérias-primas obtidas por mineração e agricultura, entre outras fontes de abastecimento, formando materiais e substâncias com utilidade imediata ou que são necessários para outras indústrias. As indústrias de processamento de alimentos não são, em geral, incluídas no termo "indústria química".

## História

### Da antiguidade até a Revolução Industrial
Pode-se dizer que a indústria química atual nasceu, praticamente, com a própria Indústria.
Mas muito antes da revolução industrial, a química já era empregada em diversos produtos ao longo da história.
A história da humanidade está, intimamente, ligada à química. Já durante a antiguidade, diversos povos utilizaram de métodos e reações químicas para forjar objetos e substancias de seu interesse. Os egípcios foram pioneiros ao fabricar o vidro enquanto os chineses aprenderam a utilizar a pólvora. Os alquimistas em um esforço para encontrar substâncias lendárias como a pedra filosofal ou transformar qualquer metal em ouro puro, deram passos importantes, tendo sido eles, por exemplo, a descobrir que certos sais misturados na areia, sílica e cal davam origem a vidros coloridos. Carbonato de Sódio já era usado, desde dos tempos antigos na produção de tecidos, vidro, papel e sabão.

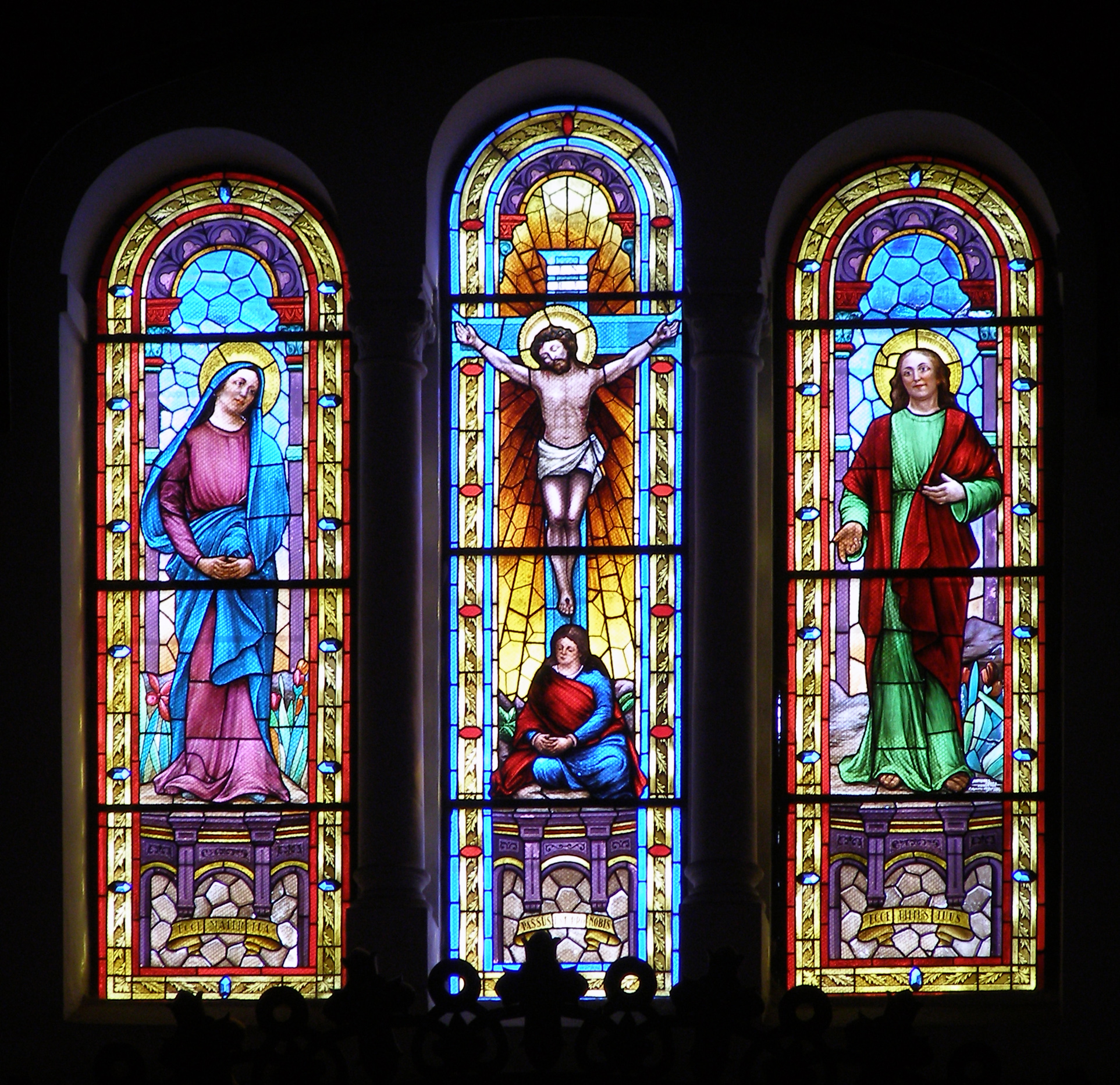
O uso de substâncias químicas como carbonato de sódio, sulfato de cobre ou até mesmo oxidos de urânio já era empregado por diversos povos ao longo da história na fabricação de vidro. Na foto, um vitral na Igreja Matriz de Espinho, em Portugal.

Durante a idade média, a civilização árabe contava com alquimistas engenhosos que, em busca de ouro, acabaram por aperfeiçoar diversos métodos como a destilação e deixaram como herança diversas palavras ainda hoje usadas, como o termo “álcali” encontrado em manuscritos árabes por alquimistas europeus e adotado para designar substancias com teor básico, “alcalino”.
Até aquele ponto, os conhecimentos na química e a produção de produtos químicos era restrita a espécies de oficinas, onde o modelo de produção beirava o artesanal.

### Da Revolução Industrial ao Século XX
A Revolução Industrial modificou completamente as relações de trabalho e de produção. As oficinas artesanais foram substituídas pelas primeiras fabricas e a produção passou a ser em etapas. 
As primeiras maquinas eram movidas pela força do vapor, gerado em caldeiras e estas alimentadas com o carvão mineral. O principal setor inicialmente beneficiado foi o têxtil, mas a indústria química também começou a ensaiar seus primeiros passos.
O algodão bruto precisava passar por um processo de branqueamento em uma substancia acida e nos primeiros anos era utilizado urina envelhecida ou com leite azedo, mas este método se mostrava ineficiente, já que era necessário longos períodos de tempo com o tecido “de molho”, além de uma demanda cada vez mais difícil de suprir de urina e leite. O ácido sulfúrico se mostrou, em laboratório, uma alternativa viável.
Descobriu-se, em 1736, que queimar enxofre misturado com nitrato de potássio na presença de vapor d’água produz ácido sulfúrico. Uma fábrica foi montada na Escócia em 1749 e o ácido se tornou um dos primeiros produtos químicos produzidos em larga escala. Mais tarde, o ácido sulfúrico seria substituído pela indústria têxtil pelo pó descolorante, resultado da reação química entre cloro e cal.
À medida que a Revolução Industrial se expandiu, a química industrial se renovou para atender a demanda crescente por produtor sofisticados para os mais variados fins.

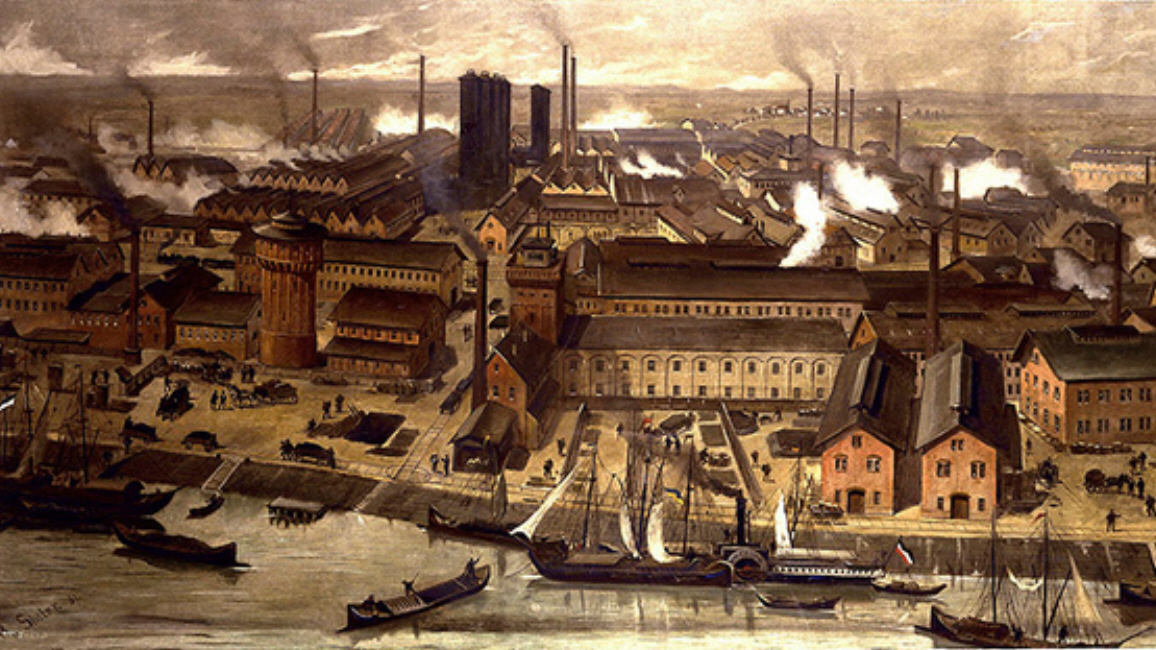
As fábricas químicas da BASF em Ludwigshafen, Alemanha (1881). A medida que as inovações tecnológicas e científicas se aceleraram, a indústria química amadureceu para suprir o crescente mercado capitalista.

O maior marco da história da indústria química pode ser traçado com a descoberta do petróleo como fonte viável para substituir o carvão nas indústrias. A humanidade havia encontrado uma fonte de energia e matéria prima que tinha em si diversas vantagens logísticas e econômicas. Em 1850, James Young que o petróleo podia ser extraído de xisto betuminoso e do carvão mineral; e criou processos de refinação.
A “Segunda Revolução Industrial”, como ficou conhecido o período entre 1850 e 1939, foi marcada pela intensa industrialização de outros países como Bélgica, França, Alemanha, Itália e Rússia (este em menor escala), além dos EUA e Japão. Grandes inovações técnicas foram realizadas como a invenção do motor de combustão interna, o uso de combustíveis petrolíferos e o desenvolvimento de produtos químicos.
O avanço fica evidente se analisado o número de elementos químicos conhecidos: até o ano de 1800, apenas 37 dos atuais 118 elementos que compõe a tabela periódica eram conhecidos. Em apenas 99 anos (1800-1899) 45 novos elementos foram descobertos e catalogados.
Neste mesmo período, substancias seriam isoladas em laboratório através de métodos que “abriram as portas” para um intenso desenvolvimento técnico científico da química industrial, teorias revolucionárias foram formuladas e publicadas, e conceitos inéditos foram desenvolvidos: a morfina foi extraída, refinada e isolada com sucesso da flor papoula pelo químico alemão Friedrich Sertürner, em 1804, futuramente seria largamente usada como analgésico para dores severas; em 1817, Carl Linnaeus isolou a Estricnina, um dos primeiros pesticidas e usado para exterminar ratos; em 1828, Friedrich Wöhler, conseguiu sintetizar artificialmente a ureia, refutando o dogma quase religioso vitalismo; 1847, James Simpson foi o primeiro a utilizar anestésicos  em mulheres em trabalho de parto; e em 1897, Felix Hoffmann sintetizou a aspirina a partir do ácido salicílico.
Ainda no Século XIX, os avanços da química permitiram o surgimento de indústrias do ramo voltadas para a produção de fertilizantes artificiais: os fosfatos. As plantações eram adubadas com fertilizantes naturais orgânicos que transferiram para o solo os seus nutrientes através da decomposição, mas esse processo era lento e passou a ser ineficiente para atender à crescente demanda de alimentos. Os fosfatos e nitratos se mostraram poderosos fertilizantes e logo passaram a ser largamente produzidos.
Outro avanço notável do Século XIX foi a borracha natural, usada desde dos tempos antigos, se tornou um material útil e economicamente viável. A borracha natural, produto da seiva da Seringueira, é bastante flexível e pegajosa, mas com o tempo ela ressecava e se tornava quebradiça. Em 1839, Charles Goodyear descobriu que usar calor e enxofre tornava a borracha mais forte, mais resistente ao desgaste, menos elástica e menos pegajosa – processo chamado vulcanização. Uma quantidade enorme de seringueiras foi plantada na África e na Ásia para atender o mercado, permitindo o florescimento de diversas indústrias do ramo nas nações industrializadas.
Também foram ensaiados os primeiros passos da chamada Era dos Plásticos: em 1862, Alexander Parkes apresentou na Exposição Internacional de Londres o parkesine – o primeiro plástico sintético -, obtido pela reação entre celulose a ácido nítrico; em 1872, o químico alemão Eugen Baumann produziu o primeiro cloreto de polivinil, futuramente conhecido pela sigla em inglês PVC; e em 1894, o raiom de viscose, uma fibra semissintética semelhante a seda e feita de celulose, foi patenteada pelo químico inglês Charles Cros e seus colegas.
Até essa época, o motor a carvão, pioneiro das inovações técnicas, ainda era dominante nas indústrias da Europa. A invenção do motor de combustão interna permitiu o surgimento de automóveis primitivos, cujo combustível era o chamado “gás de carvão”. Gottlieb Daimler tentou, com sucesso, usar o petróleo como combustível para os motores. Este método era muito mais eficiente e proveitoso, percebeu-se que o petróleo tinha um potencial energético extraordinário. Químicos se debruçaram sobre o petróleo em busca de desvendar sua composição e propriedades, até que seus derivados como e Diesel e a gasolina fossem refinados, servindo de combustível para alimentar a indústria, os recém-criados motores à combustão e serem a principal fonte de energia.

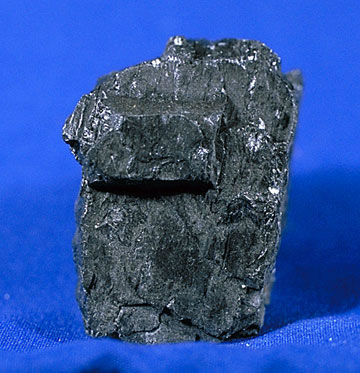
O carvão mineral foi largamente utilizado como combustível nas máquinas a vapor que marcaram a Primeira Revolução Industrial. Na foto, uma amostra de carvão fóssil

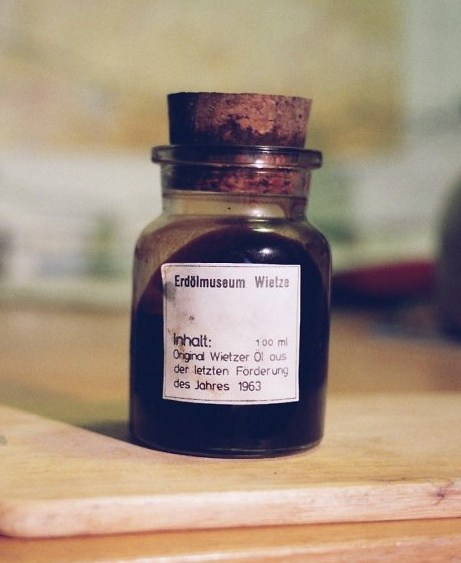
A descoberta do petróleo como combustível viável causou uma revolução técnico científica e se mostrou eficiente fonte de insumos e energia. Na foto,uma amostra de petróleo bruto

O capitalismo financeiro monopolista permitiu que grandes corporações químicas dominassem o mercado durante décadas. A produção de conhecimento e produtos químicos ficou concentrada em grandes trustes e monopólios, em especial nos Estados Unidos.
O campo da química teve um salto exponencial de conhecimento nunca visto antes. A química e a medicina eram, de longe, as disciplinas que mais recebiam atenção em meados do início do século XX das academias de ciências da Europa, empenho que foi fundamental para a descoberta e desenvolvimento de diversos produtos, métodos e elementos químicos.
“Em 1910, as Sociedades de Física da Alemanha e da Grã-Bretanha, juntas, tinham apenas cerca de 700 membros, contra mais de dez vezes esse número nas sociedades associadas de química de ambos os países" - A Era dos Impérios, 1988

### Do Século XX a atualidade
A indústria como um todo experimentou um enorme salto tecnológico durante a Primeira e Segunda Guerra Mundial. Era a primeira vez na história que todos os recursos e esforços de uma sociedade eram direcionados para um conflito armado, fazendo poucas distinções entre civis e militares.
A química, novamente, experimentou um novo salto de conhecimento, mas desta vez com uma finalidade mais perversa: a aniquilação de vidas humanas nos campos de batalha.
O avanço do Império Alemão sobre a França estagnou nos arredores de Paris. A partir daí, nenhum dos dois exércitos conseguiram avanços significativos, forçando os soldados a cavar trincheiras com o objetivo de manter as posições já conquistadas. Desesperados para romper o impasse, vez ou outra os generais davam início à ataques que raramente se avançava mais que alguns poucos metros ao custo de milhares de vidas. Os alemães – que tinham grande domínio da química - passaram a usar os gases venenosos como o gás lacrimogênio, cloro ou o mortal mostarda, produzidos em larga escala pelo vasto poderio industrial de seu país. O cenário após o uso de tais armamentos era horroroso: soldados tinham uma morte dolorida, asfixiados e com as peles e olhos queimados; nem mesmo os ratos que infestavam aos milhares as trincheiras conseguiam escapar. O uso de armas químicas se mostrou, além de desumano, pouco eficaz. Causou ainda o “único caso autentico de repulsa humanitária governamental sobre os meios de se fazer guerra” – na Convenção de Genebra de 1925, o mundo se comprometeu a nunca mais usar armas químicas. A humanidade ficou traumatizada a ponto de nenhum dos lados da Segunda Guerra Mundial fazer uso deste armamento e, salve raras exceções, até os dias atuais continua fora dos campos de batalha. 
Sobre o trauma da química na Guerra, Eric Hobsbawm escreve o seguinte:
“(...) A imagem de frotas de aviões jogando bombas sobre cidades, e de figuras de pesadelo com máscaras contra gases, tateando o caminho como cegos em meio à nuvem de gás venenoso, perseguiu minha geração (...)” - A Era dos Extremos 1914-1991, 1994
Durante o segundo conflito mundial, a indústria, novamente, passou a ter seus esforços concentrados no esforço bélico. Desta vez, os tanques de guerra eram uma inovação poderosa em campos de que valeram aos alemães uma formidável vantagem durante sua ofensiva. Outra inovação foram os novos modelos de aviões militares que eram projetados para despejar bombas em cidades e aterrorizar civis – a chamada “guerra dos não combatentes”. Essas mudanças no campo de batalha incentivaram inúmeras pesquisas e inovações na química, notoriamente, nos combustíveis para alimentar as enormes maquinas de guerra.
Outro setor beneficiado foi o têxtil. A equipe do químico americano Wallace Carothers em 1934 descobriu o náilon. Durante a Guerra, as principais indústrias têxteis americanas enfrentaram uma severa escassez de Seda para a confecções de roupas, mas o náilon se mostrou um substituto perfeito: mais resistente, barato e produzido a partir de derivados de petróleo.
Fibras e polímeros também passavam a ganhar espaço no mercado. Vinil, baquelite, celofane, polietileno, poliestireno e Teflon (junto com o Polipropileno e Kevlar, descobertos anos mais tarde) inauguraram uma nova era na indústria química: a dos plásticos. Ideais para embalagens, revestimentos e outros bens de consumo, esses materiais iriam conquistar o mercado capitalista menos de duas décadas mais tarde: de eletrodomésticos a peças de automóveis ou aviões, para onde se olhasse no mundo pós-segunda guerra mundial se via o plástico e fibras sintéticas.
A perseguição aos judeus na Alemanha Nazista beneficiou diversas empresas industriais dos variados setores: o químico não foi diferente. A chamada “Solução Final” era o extermínio deliberado de judeus e outros indivíduos considerados “inferiores” pelo regime nazista. No início, centenas ou milhares eram mortos por fuzilamento, mas este método se mostrou caro, lento e com forte impacto psicológico sobre os soldados.  Buscando alternativas, os alemães passaram a “testar” outros métodos mais “baratos” e impessoais, onde o efeito psicológico em matar milhares de seres humanos fosse “aliviado”. Encontraram a solução através do uso de gás como método de execução. Toneladas do Zyklon-B, um pesticida a base de ácido cianídrico, foram produzidos e usados no primeiro genocídio industrializado da história. Estas empresas adquiriram grandes somas de lucro durante o extermínio de seres humanos e algumas foram processadas após a guerra.
Outro setor diretamente beneficiado foi o farmacêutico: algumas empresas financiaram ou conduziram por conta própria experimentos médicos sem qualquer senso moral e ético em seres humanos. Os mais emblemáticos eram os experimentos nazistas com a Sulfonamida, substancia química que parecia promissora no combate a infecções – algo como os atuais antibióticos.

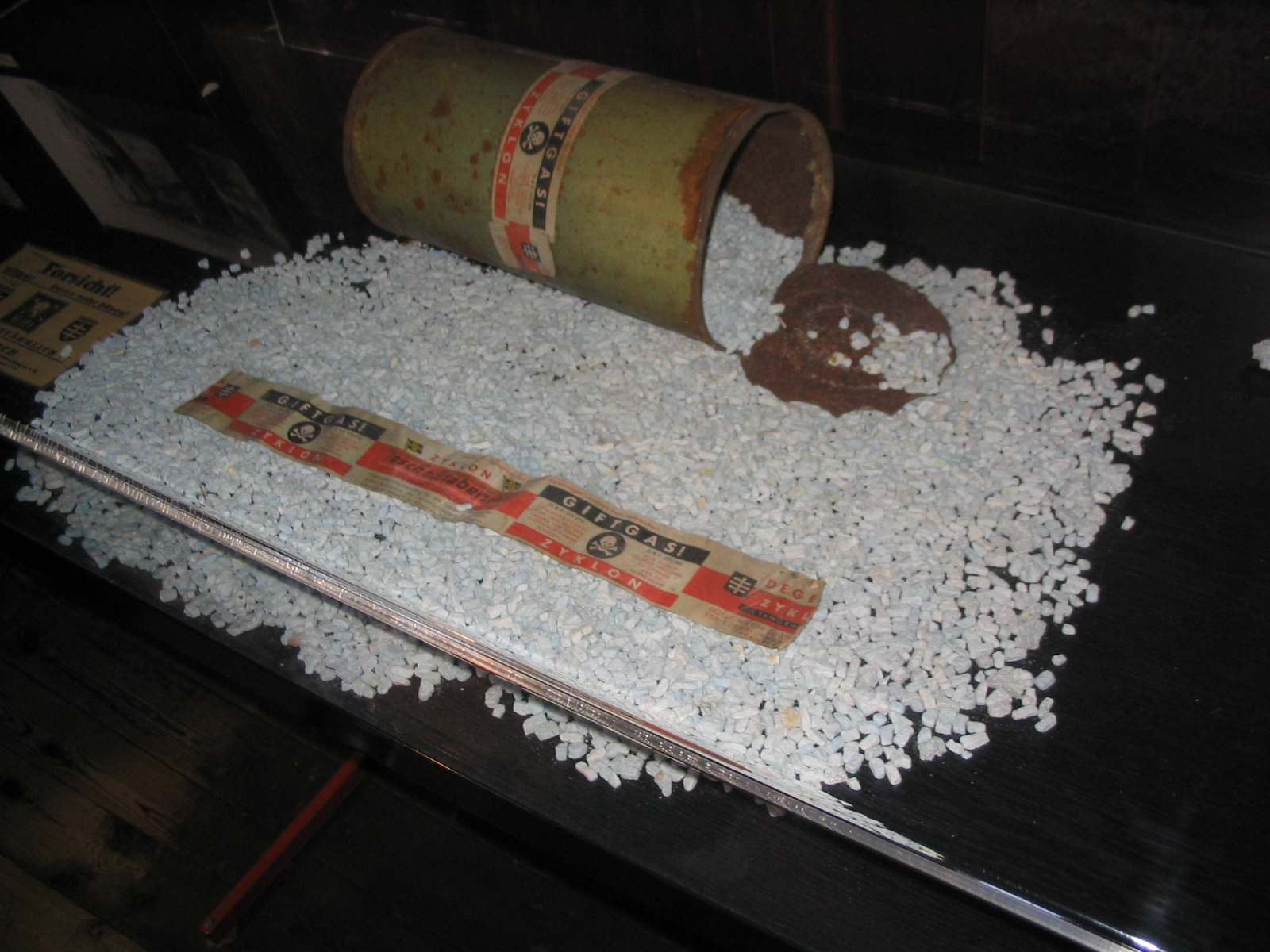
Grandes corporações industriais químicas desenvolveram e produziram em larga escala o infame Zyklon B que alimentou as câmaras de gás. Na imagem, o aspecto físico do Zyklon B

Os anos pós Segunda Guerra Mundial foram marcados por uma série de transformações nos mais variados aspectos e um extraordinário crescimento econômico dos Estados Unidos, esse último fator favoreceu um também crescente consumo de bens e produtos, em especial, os industrializados.  Como dito anteriormente, ainda na década anterior a Segunda Guerra os plásticos e fibras já chamavam a atenção de químicos e indústrias do ramo por seu potencial financeiro. Na década de 1950, surgiram os primeiros Fastfood. O plástico foi largamente empregado como embalagem para produtos industrializados e conservantes alimentícios passaram a estar entre os ingredientes de comida processada. A química passou a ser cada vez mais presente na dieta da população.
Na década de 1970, cientistas já alertavam mudanças climáticas ocorridas como consequência da ação humana. A população civil começa a adquiria consciência ecológica e governos adotam resoluções contra o esgotamento de recursos naturais. A partir deste ponto, cientistas começaram a se perguntar: “Quais os limites do Planeta Terra? O que acontecerá quando os recursos, que a humanidade usa de forma tão imprudente, se esgotar?” Pouco a pouco, a indústria química recebeu responsabilidades como o tratamento de rejeitos químico, alternativas viáveis aos combustíveis fósseis e fontes renováveis de energia.
As chamadas “revoluções verdes” - uma série de transformações tecnológicas no campo e no modo de produção agrícola, inauguradas por Norman Borlaug - permitiram uma espetacular produção de alimentos. Utilizando os chamados “agroquímicos” – pesticidas agrícolas e fertilizantes -, é possível produzir uma quantidade muito maior de comida, não como se fazia anteriormente aumentando a área cultivada; mas utilizando desde produtos e outras técnicas (mecanização e seleção genética de sementes, por exemplo) para se aumentar significativamente a produtividade.
Naqueles anos também ocorreram revoluções nos medicamentos. A descoberta recente de antibióticos, a larga produção de anti-inflamatórios e o ainda rudimentar conhecimento de drogas psicodélicas foram catalisadores para uma formidável produção de medicamentos que consolidaram a farmacologia. É fato que Químicos, pelo menos atualmente, não podem produzir e “testar medicamentos” (hoje isso compete a médicos e farmacêuticos), mas são eles os profissionais responsáveis por abastecer a indústria farmacêutica de insumos e reagentes necessários para a produção das drogas. 
Aliados com os novos medicamentos descobertos recentemente e pelos avanços na produção de alimentos, a expectativa de vida média de países industrializados deu um salto notável.
Com a virada do Século 21, a preocupação com o meio ambiente e impactos negativos que a crescente exploração de recursos não renováveis causam no planeta se tornaram fonte de interminável debate tanto na sociedade civil quanto na comunidade científica. Atualmente, a indústria química enfrenta uma série desafios e metas para assegurar um crescimento sustentável, além de garantir um futuro viável para as próximas gerações.

## Setores
Como já ficou claro, a indústria química se estende à diversos campos. Produzindo reagentes ou produtos que devem ser processados imediatamente ou em etapas futuras, esse segmento abastece diversos outros setores como insumo e matéria prima cruciais para seus respectivos desenvolvimentos:

### Petroquímica

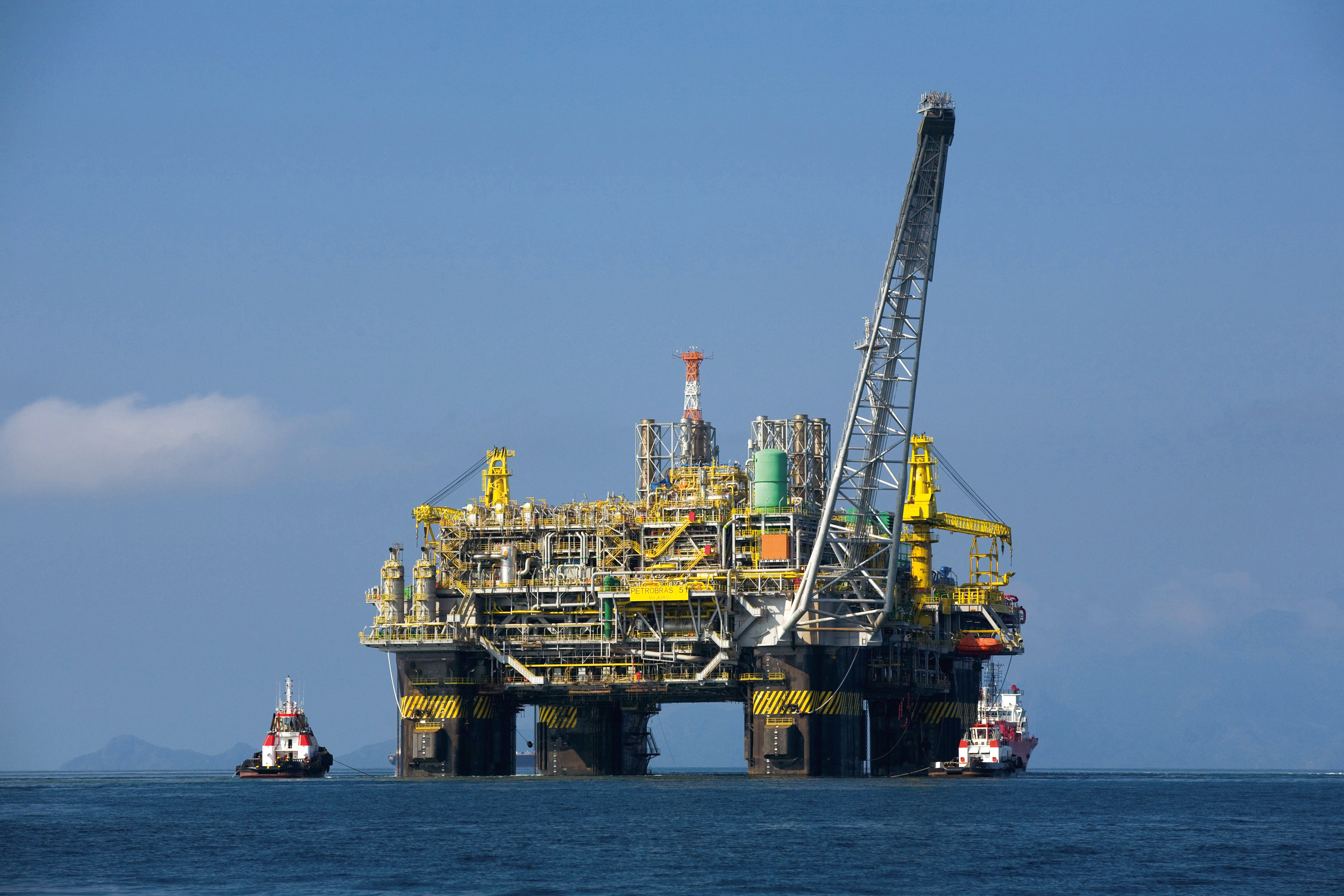
Plataforma petrolífera P-51 da estatal brasileira Petrobras

O Petróleo é uma mistura óleos, hidrocarbonetos e outras substancias orgânicas. Através de processos físico-químicos, como a destilação fracionada, as substancias que o compõe podem ser separadas em diferentes níveis e etapas e essas frações tem diversas aplicações industriais de acordo com a categoria do petróleo processado.
Provavelmente, o mais expressivo segmento da química industrial, a indústria petroquímica é responsável por fornecer insumos, reagentes e outras substancias derivadas do petróleo para uma variedade de outros setores. Sua atuação se inicia na extração do Petróleo em reservas naturais, seu refino e a separação de suas frações. Desta cadeia primária é extraído, por exemplo, o “asfalto”, a gasolina e o “gás de cozinha” (GLP – Gás Liquefeito de Petróleo); mas também são extraídos diversas outras substancias que servirão para outros setores como, por exemplo, a vaselina (usada na indústria de cosméticos, em cremes e pastas; ou na indústria farmacêutica, em lubrificantes e pomadas), o butano e propano (usado tanto como combustível, quanto veículo em aerossóis, como desodorantes e inseticidas domésticos) ou diversos solventes usados na produção de tintas e pigmentos.
Os refinos e produtos deste segmento são organizados em 3 categorias básicas:
1 – Os petroquímicos básicos: consistem na primeira geração de produtos derivados da primeira etapa do processamento do petróleo, sendo considerados “insumos brutos” que serão mais tarde utilizados na produção de bens e compostos mais complexos. Nesta categoria, se encontram, por exemplo, o Etileno, Propileno e aromáticos diversos.
2 – Os petroquímicos intermediários: são substancias (ou mistura de substancias) mais complexas de uma segunda geração, podendo ser fruto da reação dos componentes anteriores. Esse grupo é representado, em sua maioria, pelas resinas e fibras. Aqui se encontram o PVC, PET, elastômeros, dentre outros.
3 – Os Petroquímicos transformadores: sendo essa a terceira geração de processamento, é representada por compostos complexos transformados nos mais diversos bens e objetos. Aqui se encontram os filmes, garrafas, tubos, tintas, fibras sintéticas, tecidos, cosméticos e higiene pessoal, além de farmacêuticos.
A petroquímica é a matriz da maioria esmagadora dos combustíveis, tais como Diesel, gasolina, gás natural, etc. Estes são fontes importantes de energia para outros setores da indústria, como a siderúrgica e a metalúrgica, por exemplo; ou mover automóveis e aviões, além de alimentar geradores termoelétricos. 
Do petróleo também se extrai resinas que, após processos químicos, são convertidas em plásticos e fibras para embalagens, revestimentos e outros bens de consumo.
Sua presença se estende à construção civil, já que muitos revestimentos e fibras são diretamente derivadas do petróleo. As famosas “casas americanas”, chamam atenção pelos materiais empregados em sua construção: resinas, fibras e mantas, a maioria sendo composta por derivados petroquímicos.

### Agroquimica
A agricultura é outro setor diretamente envolvido com a indústria química. Ao longo da história da humanidade, o aumento de produção e produtividade agrícolas foram alcançados, principalmente, aumentando a área de cultivo, o que implicava, necessariamente, no desmatamento e eliminação de uma vegetação já existente para “abrir espaço” para as lavouras. Mas as revoluções verdes deram a possibilidade de mudar este panorama: utilizando novos métodos de plantio e manejo, como a mecanização e o uso de pesticidas e fertilizantes químicos, foi possível aumentar espetacularmente a produção e produtividade agrícola sem aumentar a área cultivada.

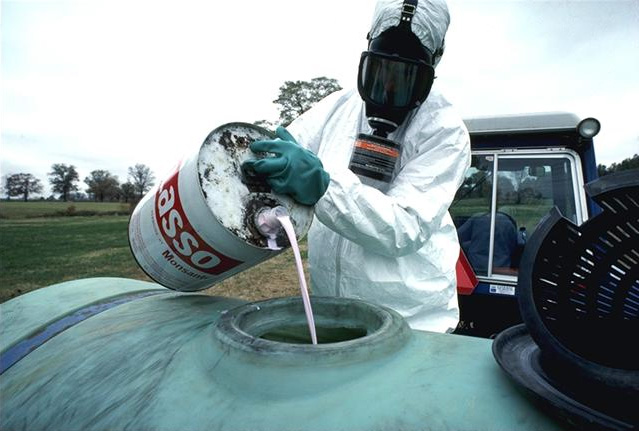
O manejo de pesticidas agrícolas exige uso adequado de Equipamento de Proteção Individual e cuidado extremos com o descarte de embalagens. Na imagem, um profissional despeja defensivo agrícola em reservatório para pulverização.

Os chamados “produtos agroquímicos” foram essenciais neste desenvolvimento: consistem, basicamente em pesticidas agrícolas e fertilizantes.
Os pesticidas agrícolas são substancias que visam a eliminação de pragas ou outros organismos que possam comprometer as plantações. É utilizado contra vários seres vivos como insetos, ervas daninhas, moluscos, pássaros, mamíferos, peixes, vermes ou micróbios. Pesticidas não são, necessariamente, venenos no sentido estrito da palavra (embora, quase sempre, sejam tóxicos ao Ser Humano) e nem todos visam exterminar fisicamente contra as pragas, pois alguns tem apenas a função de repeli-los. Neste grupo se encontram: Inseticidas, acaricidas, fungicidas, herbicidas, bactericidas, nematicidas, moluscicidas ou rodenticidas.
Os pesticidas também costumam ser divididos em duas classes químicas, de acordo com sua composição:
1 – Orgânicos sintéticos:  trata-se de substancias orgânicas sintetizadas em laboratório, representados pelos carbamatos, fosforados (dentre um exemplo, se encontra os venenos para carrapatos), os clorofosfatos, os cianídricos (substancias a base de Cianetos, extremamente tóxicos e venenosos tais como o Cianeto de Potássio e o Cianeto de Chumbo, popularmente conhecido como “chumbinho”) e os organoclorados (cujo representante mais famoso é o DDT).
2 – Inorgânicos sintéticos: substancias sintetizadas com base em elementos químicos tóxicos como arsênio, tálio, bário, nitrogênio, fósforo, cádmio, ferro, selênio, chumbo, cobre, mercúrio e zinco.
Desde da década de 50, o uso de pesticidas só aumentou e, atualmente, 2,5 milhões de toneladas de produtos químicos desta categoria são usados todos os anos.
Já os fertilizantes são substancias que suprem as plantas de nutrientes (micro ou macro) essenciais para seu desenvolvimento. Os nutrientes e minerais do solo não são homogêneos por se tratar de uma fase sólida e o plantio constante leva, inevitavelmente, ao desgaste e empobrecimento. Os fertilizantes resolvem ambos os problemas. Por exemplo, as plantas necessitam dos chamados “macronutrientes”: Nitrogênio (N), Fosforo (P) e Potássio (K). O nitrogênio é metabolizado e é fundamental para o desenvolvimento das folhas, o fosforo é essencial no desenvolvimento dos frutos enquanto o potássio está presente nas raízes. O fertilizante mais utilizado, o NPK, detém 3 macronutrientes essenciais para o desenvolvimento saudável das plantas.
Fertilizantes costumam ser divididos nas seguintes categorias: Os Fertilizantes Nitrogenados (Amônia, Ureia, Nitritos e Nitratos), os Fertilizantes Potássicos (Cloreto de Potássio, por exemplo) e os Fertilizantes Fosforosos (provenientes, em sua maioria, de origem mineral, tal como os fosfatos).
Outros produtos químicos importantes para o setor agrícola são os corretivos de pH do solo. Em suma, as plantas necessitam de um pH que pode variar do mais ácido, neutro ou básico. Em geral, chuvas deixam o solo mais ácido graças a presença de ácido carbônico, proveniente da reação química entre o dióxido de carbono na atmosfera e a água precipitada (Ver: Chuva ácida). Porém, certos tipos de solo costumam ter um caráter mais básico, principalmente em consequência a presença de alguns tipos de argila e compostos de metais alcalinos, como o Hidróxido de Alumio ou Hidróxido de Potássio. Os corretivos de acidez têm a finalidade básica de manter o pH do solo em um patamar que seja possível a germinação e desenvolvimento das sementes, garantindo a sobrevivência da lavoura. A calagem é o método de correção de acidez do solo.

### Farmacêutica e Medicina
As indústrias química e Farmacêutica são irmãs. Na atualidade, a primeira é responsável por suprir a segunda de reagentes e insumos necessários para o desenvolvimento e produção de drogas. Mas nem sempre foi assim: em um passado não muito distante, químicos e médicos trabalhavam lado a lado no desenvolvimento e aplicação de drogas com aplicações revolucionárias na medicina. Por exemplo, morfina e éter são duas substancias com a mesma aplicação: anestesiar. As duas foram descobertas, isoladas e refinados por químicos e largamente utilizadas nas décadas seguintes. Curiosamente, por quais mecanismos o éter anestesia a dor e caiu em desuso, por que se mostrou mortal se administrado em excesso, além de ter um efeito lento.
A indústria química também contribui desenvolvendo métodos de separação de componentes, catalisadores e veículos para serem incorporados na cadeia produtiva de diversos medicamentos.
A indústria química também está presente nos chamados “exames de imagem por contraste”. O método de imagem por Raio-X permite a observação detalhada de estruturas densas (os ossos) dentro do organismo. Essas estruturas não podem ser “atravessadas” pelos raios-x e por isso aparecem nitidamente destacadas, se comparadas com pele, musculo e ligamentos que se reduzem a meros borrões. Porém, supondo que em determinada situação seja necessário analisar uma estrutura “mole”, este método será ineficaz.

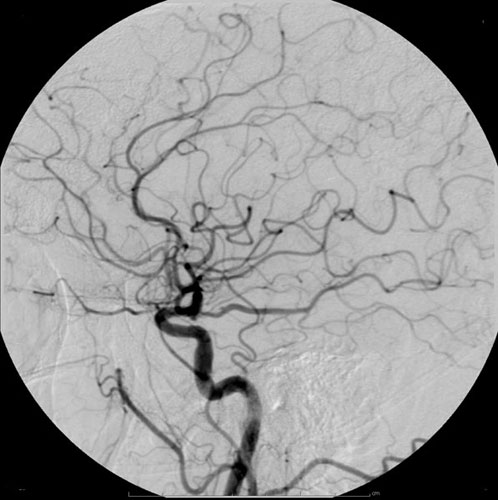
Um angiograma cerebral contrastado.

Os exames de contraste resolvem este problema. O paciente ingere uma solução com um determinado composto radioativo com uma curta meia-vida, o tecido que se deseja analisar absorve esta substancia a acaba “contrastando” em exames de ressonância, o que permite um diagnóstico médico. Este método é aplicado para exames de tireoide (o radiocomposto usado é o Iodo-131), próstata, intestino, dentre outros. 
Há também a produção de pasta de Bário, utilizada em seções de radioterapias para o tratamento de câncer.

### Indústria alimentar
A química também se encontra nos alimentos industrializados. Desde que Louis Pasteur provou laboratorialmente a existência de vida microbiana, que bactérias e fungos estavam por trás da deterioração e decomposição da matéria orgânica e que muitos representavam um grave risco a saúde humana, a indústria se lançou em uma corrida para desenvolver métodos sofisticados para impedir, ou pelos menos retardar, esse processo. Grandes avanços foram feitos, utilizando de métodos físicos como o congelamento ou desidratação dos alimentos, mas a indústria química foi responsável por desenvolver, aperfeiçoar e aplicar métodos e substâncias químicas que são capazes de retardar por períodos longos a deterioração dos alimentos: os chamados “conservantes”.

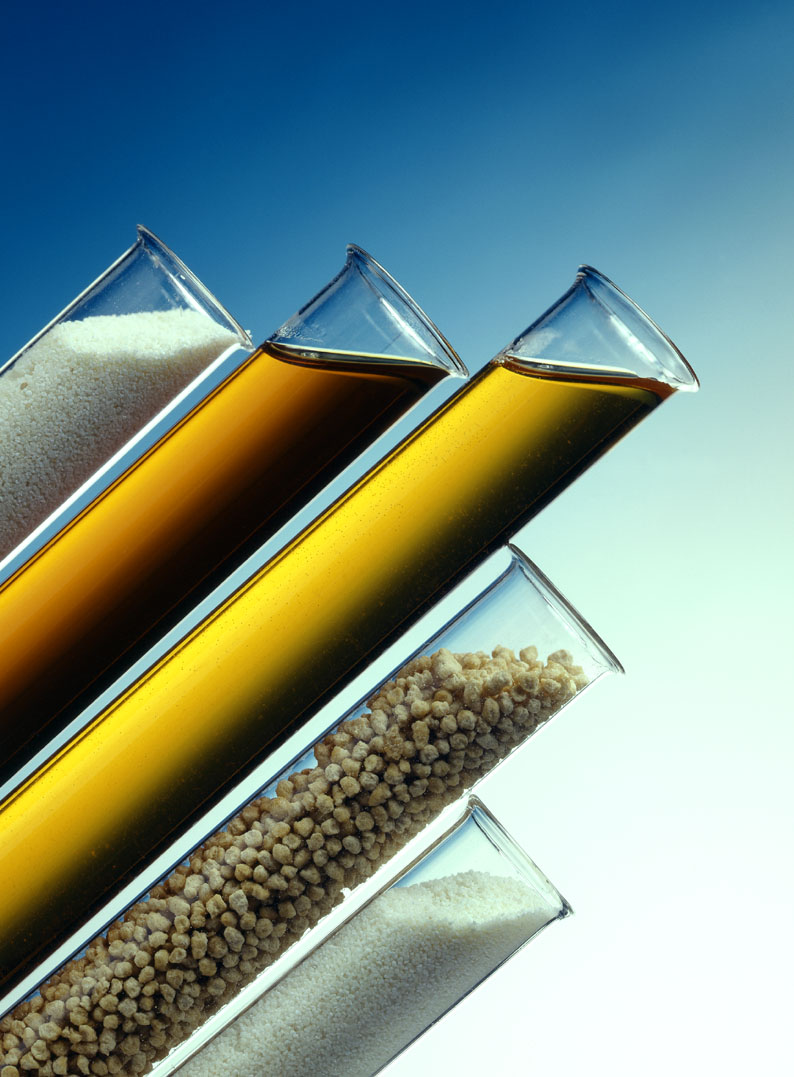
Várias formas do emulsionante lecitina: em pó, em líquidos de diferentes concentrações, granular e em pó

A indústria química desenvolveu os aditivos alimentares, substancias adicionadas aos alimentos para modificar suas características sensoriais e prolongar seu tempo de conservação, como já mencionado. No processamento de alimentos são adicionados acidulantes ou reguladores de acidez, antiglomerantes, antiespumantes, antioxidantes, espessantes, corantes, emulsificantes, aromatizantes, realçadores de sabor, conservantes, estabilizantes, adoçantes, dentre outros.
Conservantes de alimentos podem ser dos mais simples como sal e açúcar (que desidratam o alimento, impedindo a proliferação microbiana), até os mais sofisticados como tripolifosfato de sódio e pirofosfato tetrasódico, utilizados, por exemplo, em macarrão instantâneo.
Há ainda os corantes alimentícios que, como o próprio nome sugere, são substâncias químicas adicionadas na cadeia produtiva para modificar a cor dos alimentos e deixa-los com um aspecto visível agradável. Doces e refrigerantes são exemplos clássicos do emprego dessas substancias. Um exemplo é o caramero-50 na Coca-Cola.
As essências e os realçadores de sabor são outro trunfo da química na alimentação. É perfeitamente possível produzir em laboratório substancias que, quando acrescentada aos alimentos industrializados, deixem as mesmas características sensoriais que os alimentos originais. Os ésteres são um exemplo clássico. Por exemplo, supondo que uma determinada empresa vá produzir balas com o sabor de bananas, não será necessário processar bananas de verdade para extrair as substancias que lhe conferem o aroma e sabor característicos; pois é possível, utilizando, dentre outros reagentes, álcoois específicos e ácido sulfúrico,  sintetizar as mesmas substâncias por um custo viável.

### Indústria de cosméticos
Cosméticos são feitos com diversos insumos químicos. A maioria esmagadora dos produtos da chamada “indústria da beleza” tem como princípio propriedades e reações químicas para formar o efeito desejado. Batons, por exemplo, são constituídos por 4 componentes básicos: ceras (em geral derivadas de petróleo), óleos, pigmentos e aromatizantes. Todos estes 4 insumos são, em maior ou menor grau, produzidos em indústrias químicas. O mesmo vale para os Shampoos, cujo princípio de funcionamento é mais complexo, sendo constituído por uma fase oleosa, pelo menos um tipo de álcool e um composto iônico.
Sabonetes são produzidos utilizando-se, entre outros componentes, a glicerina, que tem propriedades esfoliante; o hidróxido de potássio, que deixa o produto “macio”; corantes e essências elaboradas, produzidas em laboratório e reproduzindo os mais variados aromas, desde dos mais comuns como lavanda, até os mais inusitados como café e chocolate.[carece de fontes?]
Maquiagens são produtos particularmente desafiadores. Não faz muito tempo que bases e pó compacto tinham um limitado leque de opções de tons de pele, variando de tons mais escuros até os mais claros. No entanto, em uma população tão diversificada quanto a do Brasil, a indústria foi forçada a desenvolver pigmentos que atendesse os mais variados públicos, desde afrodescentes, pardos e indígenas, até brancos e albinos.[carece de fontes?]
Cremes e pomadas para cabelos representam um vasto mercado e potencial econômico. Gel fixador, máscaras, cremes para pentear para os mais variados tipos de cabelo (cacheado, liso, crespo, etc.), reparador de pontas, hidratantes capilares ou ainda tintas dos mais variados tons, são parte de um disputado segmento da indústria. Este mercado era dominado, há poucos anos, pela esmagadora maioria de produtos destinados ao público feminino. Aos poucos, os homens também ganharam espaço e hoje desfrutam de uma variedade de cosméticos, como: maquiagens, sabonetes, cremes de pentear ou pomadas para combater a calvície, queda e quebra de cabelos, além de champôs especiais, alguns com carvão ativado como princípio ativo, específicos para combater a caspa.
Em laboratórios, químicos também se debruçam na tarefa de desenvolver e produzir cosméticos sofisticados, atóxicos e viáveis, diversificando o mercado e inovando conhecimentos no campo.

## Brasil
O Brasil tinha em 2011 a 6.ª maior indústria química do mundo, com um faturamento líquido de US$ 157 bilhões, ou 3,1% do faturamento mundial.[carece de fontes?] Nesta época, havia 973 fábricas de produtos químicos de uso industrial.  Elas estão concentradas na Região Sudeste, principalmente em São Paulo. A indústria química contribuiu com 2,7% para o PIB brasileiro em 2012 e se estabeleceu como o quarto maior setor da indústria de transformação. Apesar de registrar um dos maiores faturamentos do setor no mundo, a indústria química brasileira, em idos de 2012 e 2013, assistia a uma forte transferência da produção para o exterior, com queda da produção industrial nacional e avanço dos importados. Um terço do consumo no país era atendido por importações. 448 produtos deixaram de ser fabricados no Brasil entre 1990 e 2012. Isso resultou na paralisação de 1.710 linhas de produção. Em 1990, a participação dos produtos importados no consumo brasileiro era somente de 7%, em 2012 era de 30%. As principais empresas do setor no Brasil eram: Braskem, BASF, Bayer, AirLiquide, Carbocloro, Clariant, AkzoNobel, Cabor, Petrom, Evonik, Henkel, Kraton, DyStar, Oxiteno e Unigel.
Em 2018, o setor químico brasileiro era o oitavo maior do mundo, respondendo por 10% do PIB industrial nacional e 2,5% do PIB total.